# Scheidt genannt Weschpfennig

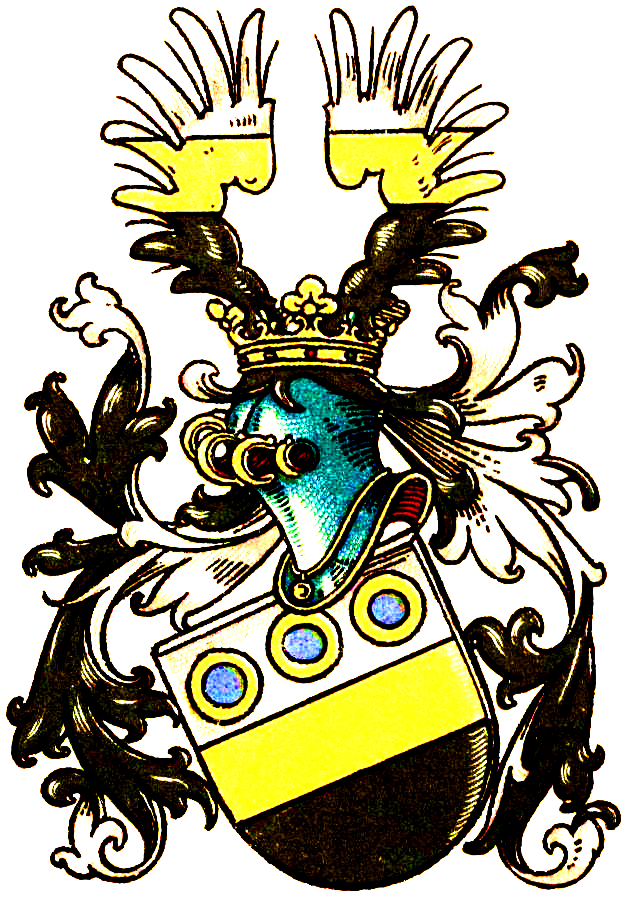
Wappen derer von Scheidt genannt Weschpfennig

Die Herren von Scheidt genannt Weschpfennig waren im Bergischen Land ansässig und wurden 1642 in den Reichsfreiherrenstand erhoben.

## Herkunft
Das im Raum Köln und Jülich verbreitete Geschlecht von Weschpfennig, welches auch an der Schlacht von Worringen teilgenommen hatte, erwarb in der Mitte des 14. Jahrhunderts ein Gut „Scheidt“ nahe Schönenberg (Ruppichteroth) und benannte sich dann nach diesem, behielt aber den Beinamen Weschpfennig. Weiteren Erwerbungen kamen in Ruppichteroth Wingenbach, Bröl (Herrenbröl/Weschpfennigsbröl), Hover Bach und in Düsseldorf Heltorf hinzu.

## Geschichte
Im Urkundenbuch von Siegburg wird 1387 ein Johan von Bülgenauel genannt. Johann war auch bekannt als Johan von Scheyde geheissen von Burchenauwe, und ist das erste Mitglied der Familie von Scheidt genannt Weschpfennig. Er wohnte in Bülgenauel mit seiner Frau Agnes und den Stiefkinder Johan und Christina, die von Hunnenberg / von Hondenberg hießen. Johann vom Scheide und seine Frau verkaufen 20 Malter Roggen aus ihrem Hof zu „Bulgenauwel“ an „Aillfe vam Steinhaus genannt Muge“ (Adolf von Steinhaus genannt Much) am 24. Febr. 1407. Das Siegel des Johann vom Scheide zeigt im Wappenschild oben drei Scheiben vermutlich: Weißpfennige; es ist das wohlbekannte Siegel der Familie von Scheid(t), die später unter dem (Zu-)Namen „Weschpfennig“ erscheint.
Engelbrecht vom Scheyde genannt Weschpfennig wurde wahrscheinlich 1402 in Scheid geboren und heiratete 1434 Barbara Elisa Mirbach auf Haus Bürgel. 1438 wurde er als Vogt und Schultheiß von Much erwähnt. Er erhielt nach der Teilnahme an der Hubertusschlacht 1442 den Hubertusorden und von Herzog Gerhard von Jülich-Berg das ganze Gemahl im Kirchspiel Ruppichteroth mit dem Lehen Schönenberg und das Lehngut Durchhausen für ihn und seine Erben. Engelbert von Scheidt genannt Weschpfennig starb 1469.
Engelberts ältester Sohn Johann, geboren 1441, heiratete Agnes Anna Sabina von der Leyen auf Leyen (wahrscheinlich in Engelskirchen). Er starb 1498 auf Gut Bröl.
1470 war ein Wilhelm von Scheidt genannt Weschpfennig Rentmeister zu Blankenberg.
Von 1474 bis 1617 wurde die Familie mit der Freusburg belehnt, danach kam es zu Abweichungen in der Erbfolge und schließlich aufgrund dessen zu einem Prozess, der 1841 den Revisions- und Kassationshof Berlin, 1903 das Oberlandesgericht Frankfurt, 1928 das preußische Landwirtschaftsministerium und 1932 den preußischen Landtag beschäftigte.
Johann Heinrich von Scheidt genannt Weschpfennig wurde 1476 auf Scheid geboren. Er heiratete 1511 Jutta von Seelbach zu Menden und starb auf Scheid 1544. Sein Bruder Engelbert wurde 1479 geboren und war Herr zu Bröl und Amtmann von Blankenberg. Er stiftete mit seiner Gemahlin Anna von Schnellenberg zu Schönholzhausen die Kapelle zu Ruppichteroth-Schönenberg und starb nach dortiger Inschrift 1546.
Der Sohn Rorich von Scheidt genannt Weschpfennig wurde 1518 geboren und heiratete 1541 Anna von Kaldenbach zu Overbach bei Much. Er starb 1565. Die anderen Söhne Gerhard Gottfried und Johann starben 1542 bzw. 1544 in Ungarn im Krieg gegen die Türken.

## Freiherren
1632 ist der Bergische Marschall, Kammerherr und Amtmann zu Angermund und Landsberg Reichsfreiherr Johann Bertram Weschpfennig von Scheidt der Abgesandte Herzog Wolfgangs von Jülich-Berg in das gerade von Schweden unter General Wolf Heinrich von Baudissin eroberte Deutz, um sich Neutralität zu versichern. Am 27. Januar 1642 wird „Johann Bertram Weschpfennig von Scheidt“ durch Kaiser Ferdinand III. in den erblichen Stand eines Reichsfreiherren erhoben.  Johann Bertram wohnte auf Schloss Heltorf in Düsseldorf-Angermund. Er heiratete 1615 Margarethe Tengnagel (* um 1593). Beide verstarben um 1662.
Reichsfreiherr Philipp Wilhelm von Scheidt genannt Weschpfennig trat 1690 in das österreichische Heer ein. Er wurde 1716 Hauptmann, 1721 Obristwachtmeister und 1733 Obrist. Er nahm an mehreren Feldzügen teil. 1690 bis 1697 gegen die Türken bei der Belagerung von Belgrad und der Schlacht bei Zenta, 1716/ 1717 bei den Feldzügen bei Peterwardein, Temesvor und Belgrad. Bis zu seinem Tod hatte er dann die Kommandostelle von Radolfzell inne.

## Wappen

Das Torwappen von Düsseldorf, Altestadt 14

Das Wappen der Familie zeigt einen durch einen goldenen Balken geteilten Schild, der oben im Silber drei blaue Scheiben mit goldenem Rand (wahrscheinlich Münzen) enthält und unten schwarz ist. Bei einigen Zweigen der Familien stechen von unten drei Zinnen in den Teilungsbalken. Das Wappen ist heute noch in Düsseldorf, Altestadt 14, über der Hofeinfahrt zu sehen. Das Haus gehörte Freiherr Johann Bertram von Scheidt genannt Weschpfennig. Er hatte es 1626 für 1.700 Reichstaler von Anna Staut, der Witwe des Licentiaten Adolph Steinhaus, als Stadthaus erworben. Das rechte Wappen ist das der Familie Tengnagel.

## Wichtige Mitglieder der Familie
- Wilhelm von Scheid genannt Weschpfennig (* um 1535; † 1611), Hofpfalzgraf und Amtmann des Amtes Solingen und Burg sowie des Amtes Beyenburg
- Johann Bertram von Scheid genannt Weschpfennig (* 1580; † 1662), Amtmann, Direktor des bergischen Landtages und Obersthofmeister
- Johann von Scheidt genannt Weschpfennig († 1585), Bergischer Schützenmeister und Amtmann von Porz
- Peter von Scheidt genannt Weschpfennig (* um 1531, † 1593), Abt des Klosters Springiersbach
- Armin von Weschpfennig (* 1982), deutscher Rechtswissenschaftler